# Мухин, Валерий Васильевич
Валерий Васильевич Мухин (25 июля 1938 — 27 августа 2002, Ташкент) — советский футболист, защитник и полузащитник, тренер. Мастер спорта СССР.

## Биография
Футбольную карьеру начинал в Ашхабаде, где три сезона (1958—1960) провёл за местный «Колхозчи» (позднее — «Копетдаг»). В 1961 году перешёл в ташкентский «Пахтакор», в составе которого дебютировал в Высшей лиге СССР. Отыграл в составе команды шесть сезонов, провёл в чемпионатах страны 157 матчей и забил 5 голов (в том числе в высшей лиге — 120 матчей и 4 гола).
С 1968 по 1977 годы тренировал клуб «Наримановец». Позднее трудился на административных должностях.
Имя Валерия Мухина занесено в Зал футбольной славы Узбекистана.
Скончался 27 августа 2002 года. Похоронен на Боткинском кладбище Ташкента.